# Supercopa de España de Baloncesto 2022
La Supercopa de España de Baloncesto 2022 o Supercopa Endesa fue la 19.ª edición del torneo desde que está organizada por la ACB y la 23.ª desde su fundación. Se disputó en el Palacio Municipal de Deportes San Pablo de Sevilla durante los días 24 y 25 de septiembre de 2022. El Real Madrid se proclamó campeón por quinta vez consecutiva y Walter Tavares obtuvo el galardón de MVP.

## Equipos participantes
Los equipos participantes de acuerdo a los criterios de participación establecidos por la ACB fueron:
| Equipo                | Clasificación                   | Participación |
| --------------------- | ------------------------------- | ------------- |
| Real Madrid           | Campeón de la Liga ACB 2021-22  | 20.ª          |
| F. C. Barcelona       | Campeón de la Copa del Rey 2022 | 18.ª          |
| Joventut de Badalona  | Tercero de la Liga ACB 2021-22  | 6.ª           |
| Real Betis Baloncesto | Anfitrión                       | 1.ª           |

## Cuadro
El sorteo de las semifinales que tuvo lugar el 29 de agosto de 2022 en Sala Metropol de las Setas de Sevilla determinó el siguiente cuadro:
|  | Semifinales          | Semifinales |           |             | Final | Final |  |
|  |                      |             |           |             |       |       |  |
|  |                      |             |           |             |       |       |  |
|  | Coosur Real Betis    | 69          |           |             |       |       |  |
|  | Coosur Real Betis    | 69          |           |             |       |       |  |
|  | Real Madrid          | 100         |           |             |       |       |  |
|  | Real Madrid          | 100         |           | Real Madrid | 89    |       |  |
|  |                      |             |           | Real Madrid | 89    |       |  |
|  |                      |             | Barcelona | 83          |       |       |  |
|  | Barcelona            | 91          | Barcelona | 83          |       |       |  |
|  | Barcelona            | 91          |           |             |       |       |  |
|  | Joventut de Badalona | 74          |           |             |       |       |  |
|  | Joventut de Badalona | 74          |           |             |       |       |  |
|  |                      |             |           |             |       |       |  |

### Semifinales
| 24 de septiembre de 2022, 18:30 (CEST) | Coosur Real Betis                                                                        | 69–100                   | Real Madrid                                    | Sevilla |  |
|                                        | Parciales: 21-25, 14-17, 13-26, 21-32                                                    |                          |                                                | |  |
|                                        | Estadísticas Johnson 14 Johnson, Gerun 6 Gerum, Hill, Kurucs, Evans y Pozas 2 Johnson 16 | Reporte Pts Reb Asts Val | Estadísticas 21 Musa 9 Yabusele 7 Musa 24 Deck | Pabellón: Palacio Municipal de Deportes San Pablo Asistencia: 5695 espectadores Árbitros: Carlos Peruga Fernando Calatrava Alberto Sánchez Sixto Televisión: |  |

| 24 de septiembre de 2022, 21:30 (CEST) | Barcelona                                                                   | 91–74                    | Joventut de Badalona                                     | Sevilla |  |
|                                        | Parciales: 18-22, 21-24, 29-14, 23-14                                       |                          |                                                          | |  |
|                                        | Estadísticas Laprovíttola 26 Şanlı 9 Veselý, Laprovíttola 4 Laprovíttola 29 | Reporte Pts Reb Asts Val | Estadísticas 14 Ellenson, Parra 7 Tomić 5 Vives 23 Parra | Pabellón: Palacio Municipal de Deportes San Pablo Asistencia: 5797 espectadores Árbitros: Daniel Hierrezuelo Jordi Aliaga Martín Caballero Televisión: |  |

### Final
| 25 de septiembre de 2022, 18:30 (CEST) | Real Madrid                                                       | 89–83                    | Barcelona                                                       | Sevilla |  |
|                                        | Parciales: 17-15, 12-22, 26-12, 16-22 (T.E.: 18-12)               |                          |                                                                 | |  |
|                                        | Estadísticas Tavares 24 Tavares 12 Deck, Llull, Musa 3 Tavares 40 | Reporte Pts Reb Asts Val | Estadísticas 21 Şanlı 7 Kalinić 14 Laprovíttola 18 Laprovíttola | Pabellón: Palacio Municipal de Deportes San Pablo Asistencia: 5885 espectadores Árbitros: Daniel Hierrezuelo Antonio Conde Jordi Aliaga Televisión: |  |